# 紀元前401年
紀元前401年（きげんぜん401ねん）は、ローマ暦の年である。
当時は、「ポティトゥス、コッスス、カミルス、アンブストゥス、マメルキヌス、ルルスが執政武官に就任した年」として知られていた（もしくは、それほど使われてはいないが、ローマ建国紀元353年）。紀年法として西暦（キリスト紀元）がヨーロッパで広く普及した中世時代初期以降、この年は紀元前401年と表記されるのが一般的となった。

## 他の紀年法
- 干支 : 庚辰
- 日本
  - 皇紀260年
  - 孝昭天皇75年
- 中国
  - 周 - 安王元年
  - 秦 - 簡公14年
  - 晋 - 烈公15年
  - 楚 - 悼王元年
  - 斉 - 康公4年
  - 燕 - 簡公14年
  - 趙 - 烈侯8年
  - 魏 - 文侯45年
  - 韓 - 景侯8年
- 朝鮮
  - 檀紀1933年
- ベトナム :
- 仏滅紀元 : 144年
- ユダヤ暦 :

## できごと

### ペルシア帝国
- 小キュロスは、イオニアの諸都市をめぐるティッサペルネスとの諍いを口実に軍勢を集め、トロス山脈中のピシディアへの遠征を準備しているという偽装をした。ギリシア傭兵1万人を含む、2万人ほどの軍勢を率いて出発したキュロスは、タプサコス (Thapsacus) でユーフラテス川に達したところで、進軍の本当の目的がアルタクセルクセス2世の打倒であることを軍勢に告げた。キュロスの軍勢は、抵抗を受けずにバビロニアに侵入したが、直前にティッサペルネスから警告を受けていたアルタクセルクセス2世も、大急ぎで手勢を集めていた。両軍はバビロンの北郊におけるクナクサの戦いで会戦し、キュロスは討ち死にした。

### ギリシア
- キュロスのために戦っていたギリシア傭兵たちは、キュロスの敗北の後、孤立して取り残されてしまった。ペルシア帝国のサトラップ（太守）ティッサペルネスが、スパルタのクレアルコス (Clearchus of Sparta) らギリシア傭兵の士官たちを捕らえ、アルタクセルクセス2世が処刑してしまったので、残された傭兵たちは、新たにリーダーとなったクセノポンに率いられ、敵対的なペルシア人、アルメニア人、クルド人たちの領域を通って北へ進み、黒海沿岸のトラペウス（現代のトラブゾン）へとたどり着いた。
- アゲシラオス2世が、異母兄アギス2世の死去後に、スパルタ王に即位した。

### 中国
- 秦が魏を攻撃し、陽狐に到達した。

### 文学
- ソポクレスの悲劇『オイディプス王』が、作者の死後に上演された。アテナイのディオニューシア祭での上演を制作したのはソポクレスの同名の孫であった

## 死去
- アギス2世 - エウリュポン朝のスパルタ王
- スパルタのクレアルコス - スパルタの将軍、傭兵
- 小キュロス - ペルシア帝国の大王ダレイオス2世の次男